# Pavel Banja
Pavel Banja (in bulgaro Павел Баня?) è un comune bulgaro situato nella regione di Stara Zagora di 17 860 abitanti (dati 2009). La sede comunale è nella località omonima.

## Località
Il comune è formato dall'insieme delle seguenti località:
- Pavel banja (sede comunale)
- Aleksandrovo
- Asen
- Gabarevo
- Gorno Sahrane
- Dolno Sahrane
- Manolovo
- Osetenovo
- Skobelevo
- Tăža
- Tărničeni
- Turija
- Viden